# Balázs Laluska
Balázs Laluska [ˈbɒlaːʒ ˈlɒluʃkɒ] (* 20. Juni 1981 in Szeged, Ungarn) ist ein ehemaliger ungarischer Handballspieler. Er ist 2,00 m groß und wurde meistens im rechten Rückraum eingesetzt.

## Karriere
Balázs Laluska begann in seiner Heimatstadt beim SC Szeged mit dem Handballspiel. Dort debütierte er auch in der ersten ungarischen Liga, schaffte es aber nie, mit Szeged am Serienmeister KC Veszprém vorbeizukommen. Daraufhin wechselte er 2005 zu Ademar León in die spanische Liga ASOBAL. Mit den Kastiliern stand er 2007 im Finale des Europapokals der Pokalsieger, scheiterte aber am deutschen HSV Hamburg. 2008 kehrte Laluska zu seinem alten Verein aus Szeged zurück. Ein Jahr später wechselte er zum RK Koper. Ebenfalls ein Jahr später zog es ihn nach Ungarn, diesmal zum KC Veszprém, zurück. Mit dem ungarischen Rekordmeister gewann er 2011, 2012 und 2013 jeweils Meisterschaft und ungarischen Pokal. Im Sommer 2013 unterschrieb er einen Vertrag bei al-Wasl aus Dubai. Eine Spielzeit später lief er für den französischen Verein Montpellier Handball auf. 2015 wechselte er zum ungarischen Zweitligisten FKSE Algyő. Hier beendete Laluska nach der Saison 2015/16 seine Karriere und übernahm dort im Jugendbereich eine Trainertätigkeit.
Balázs Laluska bestritt 148 Länderspiele für die ungarische Nationalmannschaft. Bei der Weltmeisterschaft 2007 in Deutschland gehörte er nur zum erweiterten Aufgebot seines Landes, bei der Handball-Europameisterschaft 2008 in Norwegen schied er mit Ungarn nach der Hauptrunde aus. Im Sommer 2012 nahm er an den Olympischen Spielen in London teil und verpasste als Vierter nur knapp eine Medaille.